# Burlingame, Kansas
Burlingame är en ort i Osage County i Kansas. Orten har fått sitt namn efter politikern Anson Burlingame. Vid 2010 års folkräkning hade Burlingame 934 invånare.

## Kända personer från Burlingame
- Earl W. Sutherland, farmakolog och fysiolog, mottagare av Nobelpriset i fysiologi eller medicin 1971